# 妙法寺 (世田谷区大蔵)
妙法寺（みょうほうじ）は、東京都世田谷区大蔵にある日蓮宗の寺院。ハイテク大仏である「おおくら大仏」があることで知られている(後述)。旧本山は身延山久遠寺。通師・堀之内法縁。

## 歴史
開基はおおよそ今から350年であると言われている。
開山である日詮上人は1664年(寛永年間)に没しているので、それまでには創建されたと考えられている。
寛永年間の頃に現在の世田谷区宇奈根にある常光寺に当地の人が発願して、この地にも寺院を作ってもらったのがルーツであるとされている。発願した代表者は、当地に長年住んでいた安藤家の人で、安藤家の旧住居は現在世田谷区の文化財に指定されている。
現在の本堂は1938年頃のもので、山門は江戸時代に現在の目黒区の碑文谷にある法華寺(現:円融寺)の門として建てられていたものを1986年に当地に移築したものである。
そして1994年に境内に高さ8メートルの「おおくら大仏」が完成した。(後節参照)
境内は多くの草花で彩られ、しだれ桜、サギソウなどが特に知られている。

## 主な施設
- 本堂
- 客殿
- 墓所 - 昭和時代の名落語家・桂文楽の墓がある。
- おおくら大仏
- 久遠大佛殿 - 大仏の地下にある納骨堂
- 大蔵動物霊園 - 付属のペット霊園

## 主な行事
- 1月 - 初詣
- 3月 - 春季彼岸会法要
- 4月8日 - 花まつり
- 9月 - 秋季彼岸会法要
- 11月 - 御会式(日蓮上人の法要)

## おおくら大仏
おおくら大仏は、当寺院裏手墓地にある大仏。「回転する」ハイテク大仏として知られている。

### 概要
平成6年（1994年）秋完成。高さ8メートル、重さ8トン、ブロンズ製の立像である。
午前9時から午後5時までは、南に位置する本堂の方を向いているが、参拝者が近づくと、そちらに向きを変える。
午後5時になると、北側の世田谷通りを向くようにゆっくりと180度回転する。
妙法寺の北側は切り立った崖になっている。大仏は世田谷通りから見ることができる。

### 付帯設備
大仏の地下はコンパクトな納骨堂になっている。カードを祭壇に挿入すると正面の祭壇にご先祖様の骨壷が現われる仕様である。
納骨堂の中心には、大仏の回転のための機械が設置されている。

## 大蔵動物霊園
大蔵動物霊園(おおくらどうぶつれいえん)は妙法寺に付属してあるペット霊園である。1999年開業。ペット葬儀から火葬、供養、納骨まで一貫して行っている。
合同葬儀のほか、個別での葬儀供養などにも対応しており多くの人に利用されている。
春季・秋季のお彼岸には法要も執り行っている。
- 開園時間 午前9時～午後5時

## アクセス
- 〒157-0074　東京都世田谷区大蔵 5-12-3
- 小田急小田原線成城学園前駅南口下車徒歩15分また、当地よりバス(東急バス・小田急バス)
  - 渋谷駅行き(渋24系統)「東宝前」下車2分
  - 二子玉川駅行き(玉07系統)「東京都市大学付属小学校前」下車3分
- 小田急線祖師ヶ谷大蔵駅南口下車徒歩16分
- 拝観は無料。日中の時間帯のみ受け付け。(大蔵動物霊園も同様)
- 駐車施設:50台収容

## ギャラリー

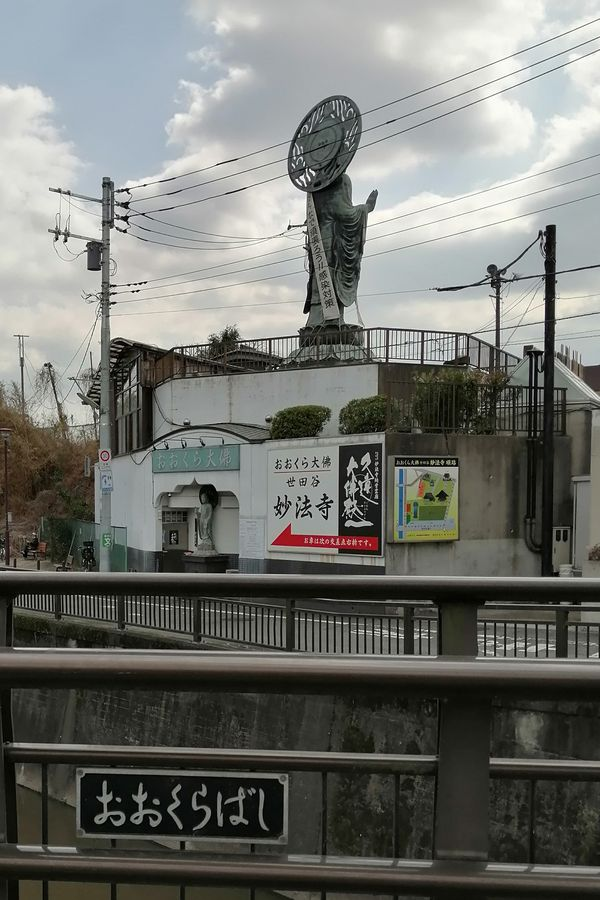
昼は南を向いている（2023年3月）
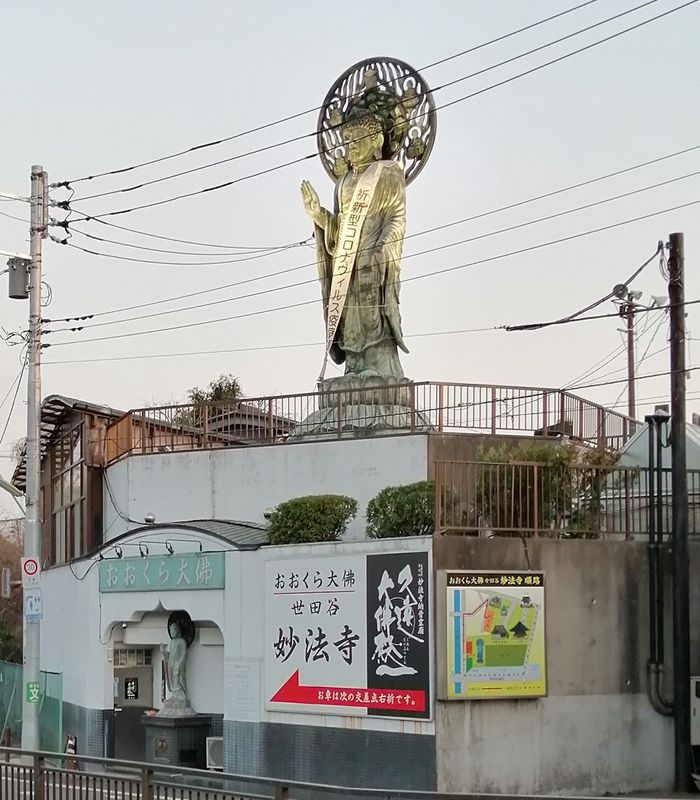
夜は北を向き、ライトアップされる（2023年3月）
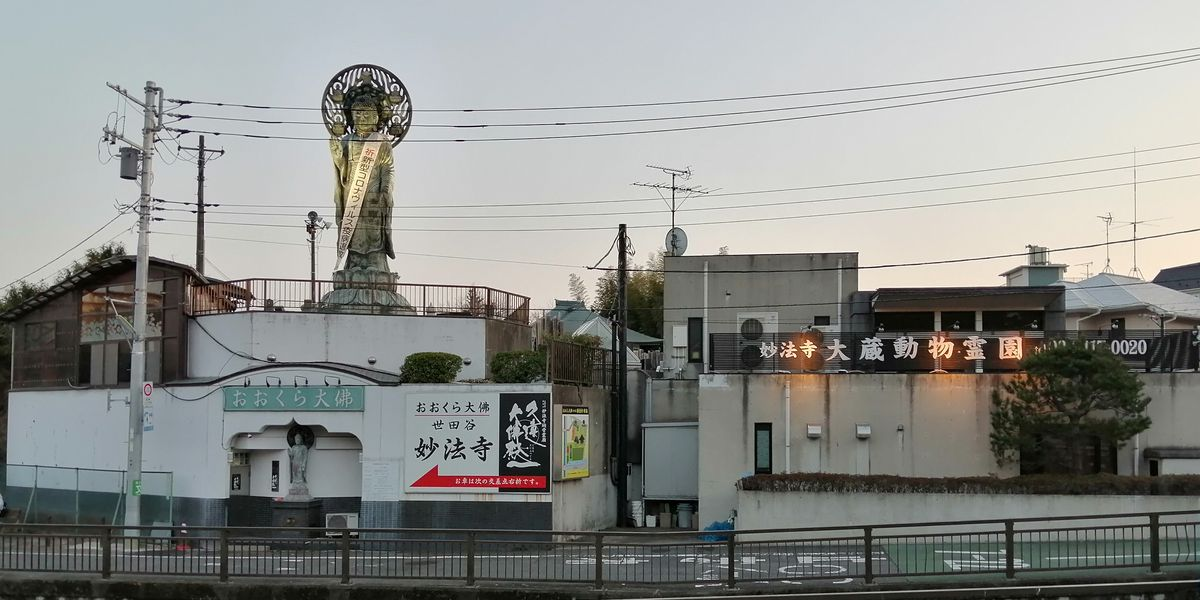
「祈新型コロナウイルス疫病退散」のタスキ（2023年3月）
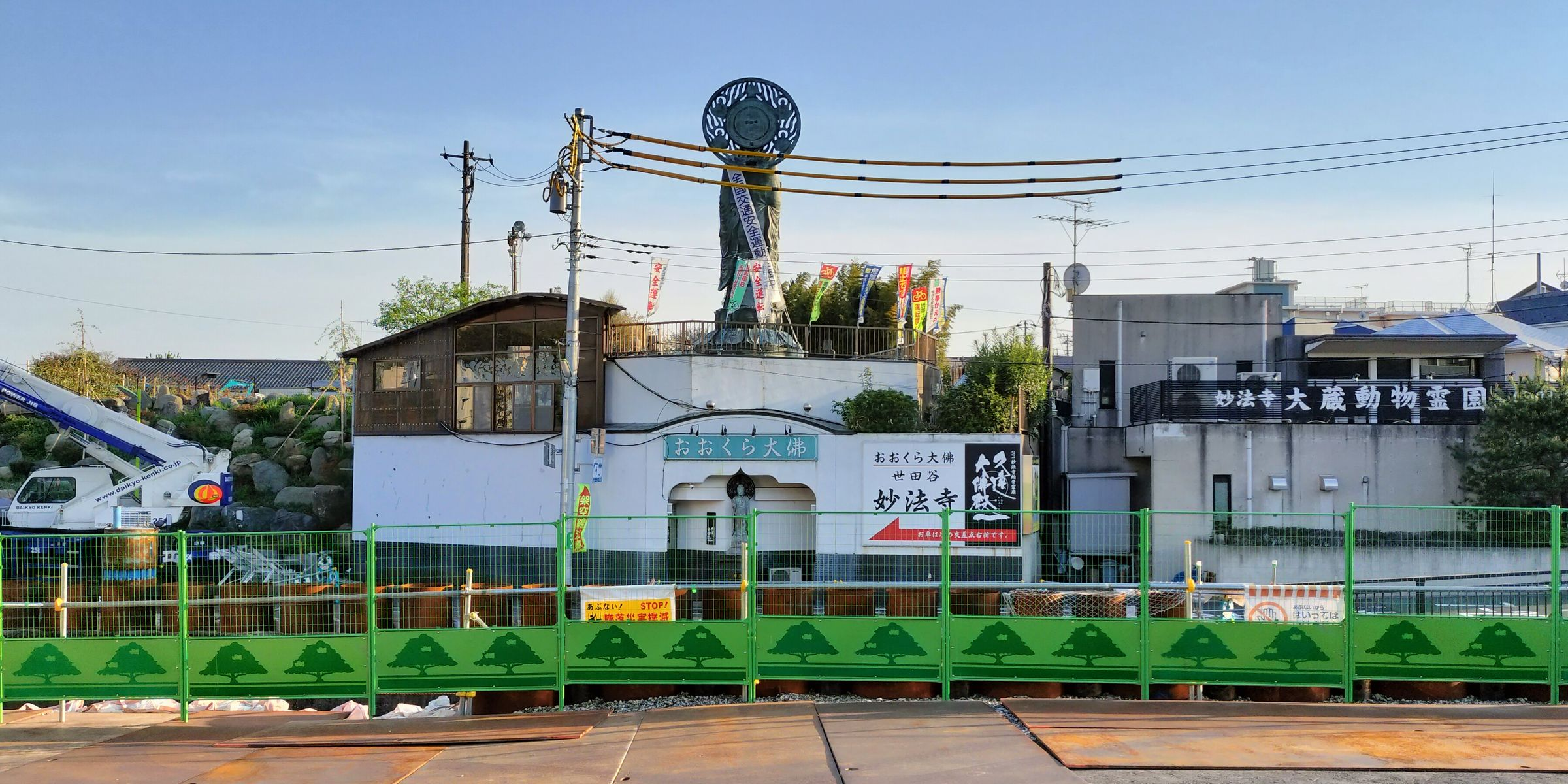
「全国交通安全運動」のタスキ（2024年4月）
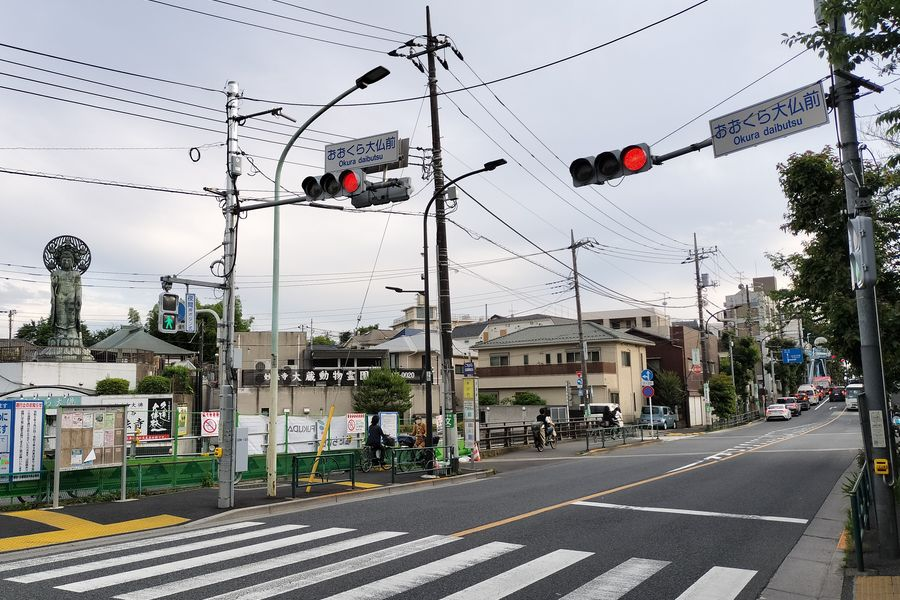
世田谷通りの交差点名に採られている。
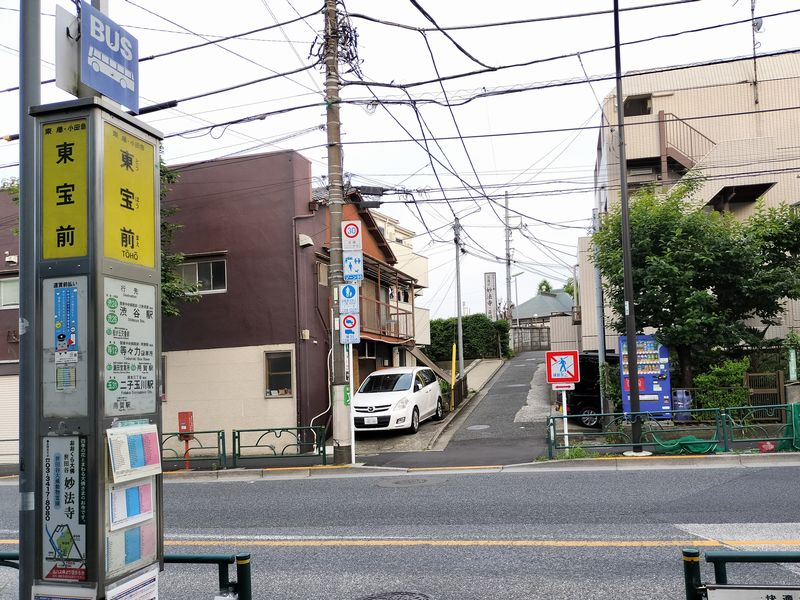
最寄りの東宝前バス停。向こう側の細い道を進むと寺に至る。